# سفارة الأرجنتين لدى السعودية
سفارة الأرجنتين لدى السعودية هي الممثلية الدبلوماسية العليا لدولة الأرجنتين لدى المملكة العربية السعودية. تقع السفارة في حي العليا في الرياض.